# Renascimento nórdico

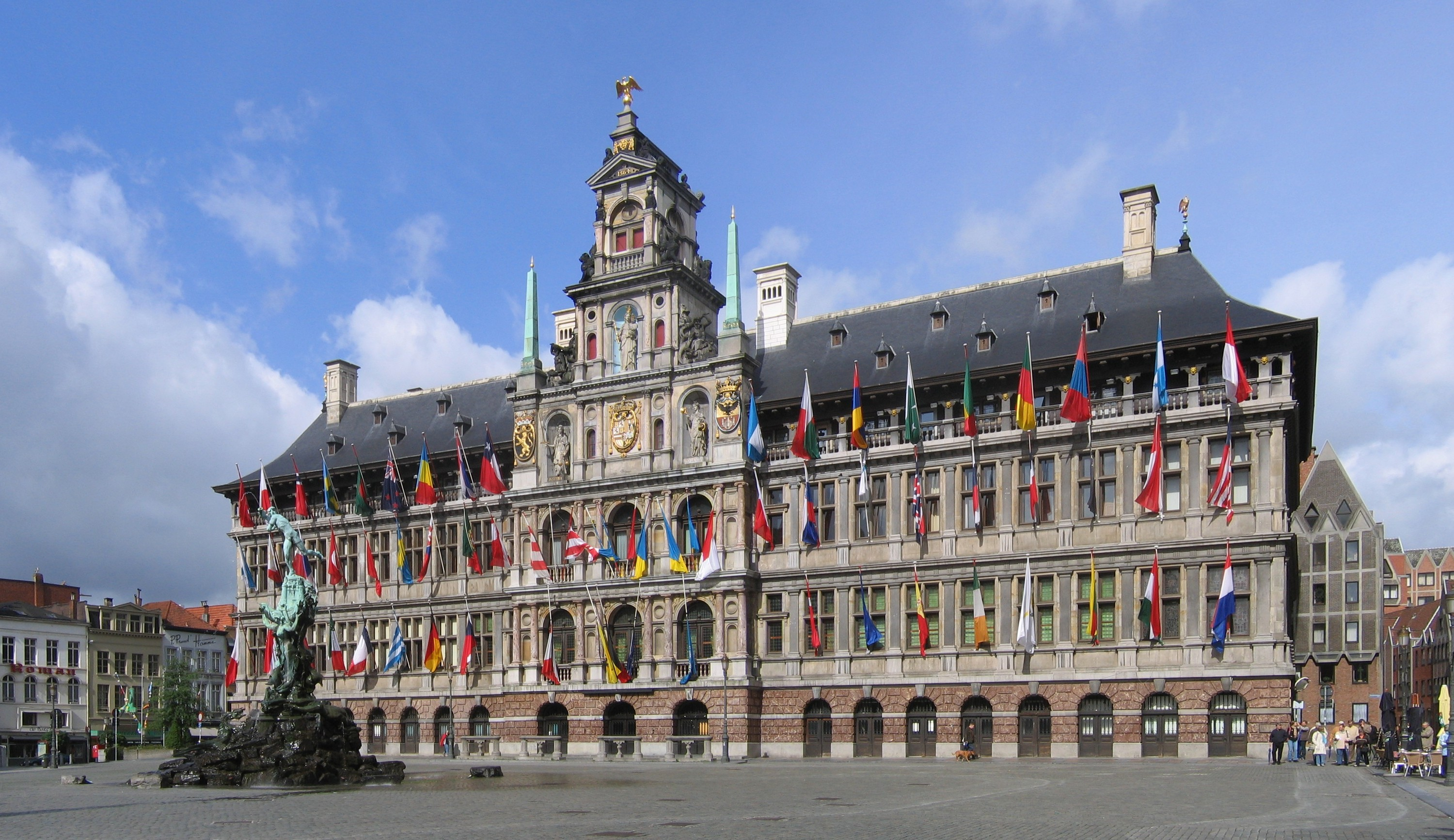
O Paço Municipal de Antuérpia, trabalho arquitetônico de Cornelis Floris de Vriendt.

O Renascimento nórdico é o termo usado para descrever o Renascimento na Europa setentrional, ou, mais amplamente na Europa, com exceção da Península Itálica e da Península Ibérica. Antes de 1450, o humanismo renascentista italiano teve pouca influência fora da Itália. A partir do final do século XV, as ideias difundiram-se por toda a Europa. A consequência disto foi o surgimento do Renascimento na Alemanha, França, Inglaterra, Países Baixos, Polônia e de outros movimentos nacionais e locais com diferentes características e pontos fortes.
Na França, o rei Francisco I importou a arte italiana, subvencionou artistas italianos (incluindo Leonardo da Vinci), e construiu grandes e ricos palácios, dando início ao Renascimento na França. Os centros de comércio como Bruges, no século XV, e Antuérpia, no século XVI, aumentaram o intercâmbio cultural entre a Itália e os Países Baixos, entretanto na Arte, e especialmente na Arquitetura, as influências do Gótico permaneceram presentes até a chegada do Barroco mesmo com o aumento do número de pintores que aderiram ao modelo italiano.
As universidades e o livro impresso ajudaram a difundir o espírito do movimento que se espalhou pela França, Países Baixos e Sacro Império Romano-Germânico e, em seguida, pela Escandinávia e por último Inglaterra, no final do século XVI. Escritores e humanistas, tais como François Rabelais, Pierre de Ronsard e Erasmo de Roterdã foram grandemente influenciados pelo modelo da Renascença italiana e fizeram parte do mesmo movimento intelectual. Durante o Renascimento na Inglaterra, que coincidiu com o Período Elisabetano, escritores como William Shakespeare e Christopher Marlowe, produziram trabalhos de influência duradoura. O Renascimento chegou à Polônia diretamente trazido da Itália por artistas de Florença e dos Países Baixos, dando início ao Renascimento na Polônia.
Em algumas áreas, o Renascimento nórdico foi distinto do Renascimento italiano na sua centralização do poder político. Embora a Itália e a Alemanha fossem constituídas por Cidades-Estado independentes, partes da Europa Central e ocidental começaram a emergir como Estados-Nação. O Renascimento nórdico esteve também estreitamente ligado à Reforma Protestante e à longa série de conflitos internos e externos entre os vários grupos protestantes e a Igreja Católica, de consequências duradouras, como a divisão dos Países Baixos.

## Antecedentes

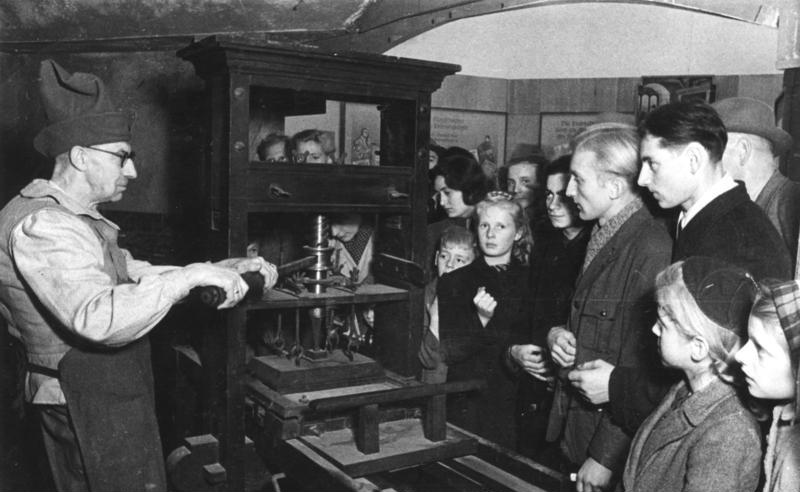
Uma demonstração da prensa móvel de Johann Gutenberg, em Düsseldorf, 1947. O desenvolvimento da imprensa teve grande impacto no Renascimento nórdico.

A Europa ocidental foi mais influenciada pelo feudalismo do que o norte da Itália. Este sistema econômico dominou a Europa ocidental durante séculos, mas esteve em declínio no início do Renascimento. As razões para este declínio incluem o período posterior à peste-negra, a utilização crescente do dinheiro em vez de terras, como um meio de troca, o número crescente de servos vivendo agora como homens livres, a formação de Estados-Nação com monarquias interessadas em reduzir o poder dos senhores feudais, a crescente inutilidade dos exércitos feudais em face das novas tecnologias militares (como a pólvora), e um aumento geral na produtividade agrícola, devido à melhoria da tecnologia e métodos na agricultura. Tal como na Itália, o declínio do feudalismo abriu caminho para o desenvolvimento cultural, social, econômico e mudanças associadas com o Renascimento na Europa ocidental.
Finalmente, o Renascimento na Europa ocidental, seria também estimulado pelo enfraquecimento da Igreja Católica. A aparente incapacidade da Igreja na ajuda contra os efeitos devastadores da peste-negra e em lidar com o Grande Cisma do Ocidente desestruturou a Europa. O lento desaparecimento do feudalismo também enfraqueceu uma política de centenas de anos, na qual funcionários da Igreja ajudaram a manter a população das terras arrendadas sob controle em troca de tributos. Consequentemente, o início do século XV viu o surgimento de muitas instituições seculares e crenças. Dentre as mais importantes, o Humanismo, estabeleceria os fundamentos filosóficos para grande parte da arte renascentista, da música, e da ciência. Erasmo de Roterdã, por exemplo, foi importante na propagação das ideias humanistas no norte da Europa, e foi uma figura central, na intersecção do humanismo clássico e colocação de questões religiosas. As formas de expressão artística, que há um século eram proibidas pela Igreja, eram agora toleradas ou até mesmo incentivadas em certos círculos.
A velocidade de transmissão do Renascimento em toda a Europa pode também ser atribuída à invenção da prensa móvel. O seu poder de difundir conhecimentos reforçou a pesquisa científica, espalhou ideias políticas e no geral impactou o curso do Renascimento no norte da Europa. Tal como na Itália, a imprensa aumentou a disponibilidade de livros escritos nas línguas locais e a publicação de textos novos ou clássicos em grego e latim. Além disso, a Bíblia tornou-se largamente disponível em vários idiomas, um fator muitas vezes atribuído à expansão da Reforma Protestante.

## Arte

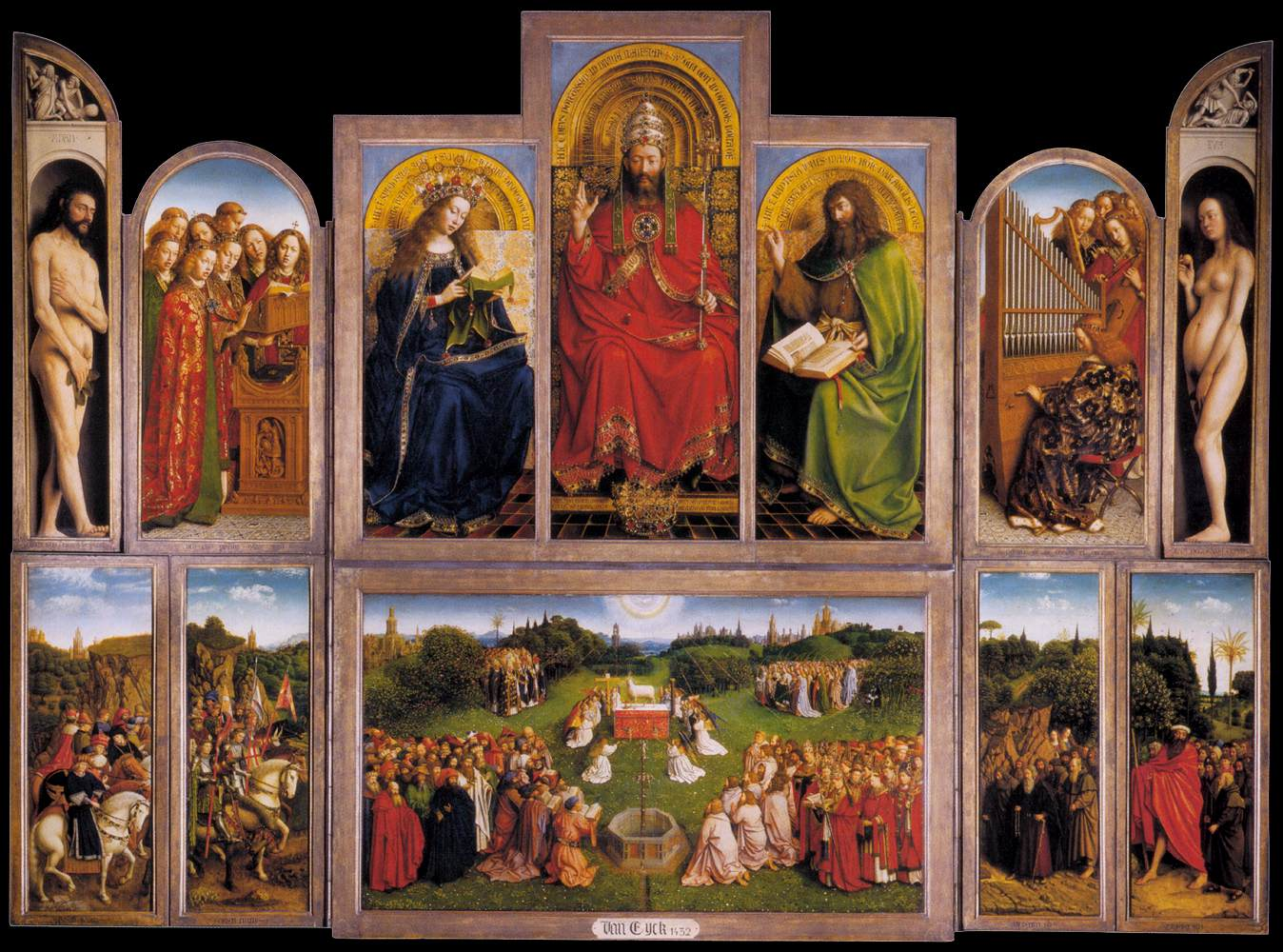
O Retábulo de Gante aberto, por Hubert van Eyck, pintado em 1432. Catedral de São Bavão, Gante, Bélgica.

O realismo detalhado do Gótico flamengo, com mestres como Robert Campin, Jan van Eyck, e Rogier van der Weyden, era muito respeitado na Itália, mas não havia pouca influência recíproca sobre o Norte até quase ao final do século XV. Apesar das frequentes trocas culturais e artísticas, os maneiristas da Antuérpia (1500-1530) estiveram entre os primeiros artistas nos Países Baixos a refletirem claramente a evolução formal italiana.
Quase na mesma época, Albrecht Dürer fez duas viagens à Itália, onde ele foi muito admirado por suas gravuras. Dürer, por sua vez, foi influenciado pela arte que viu lá. Outros notáveis pintores, tais como Hans Holbein, o Velho e Jean Fouquet, mantiveram uma influência do Gótico que ainda era popular no Norte, enquanto artistas altamente individualistas como Hieronymus Bosch e Pieter Bruegel, o Velho desenvolveram estilos que foram imitados por muitas gerações subsequentes. Os pintores nórdicos, no século XVI, ficaram cada vez mais populares e viajaram para Roma, tornando-se conhecidos como Romanistas. A arte da Alta Renascença de Michelangelo e Rafael e as tendências estilísticas do Renascimento tardio do Maneirismo, que estavam em voga, tiveram um grande impacto no seu trabalho.
O Humanismo renascentista e o grande número de obras clássicas e monumentos artísticos incentivaram muitos pintores italianos para explorar temas gregos e romanos mais fortemente do que os artistas nórdicos, e também as mais famosas pinturas alemãs e neerlandesas do século XV tendem a ser religiosas. Especialmente comum são os polípticos, que vão do monumental ao portátil, e que podem ser abertos ou fechados em dias diferentes do ano litúrgico. No século XVI, temas mitológicos e de outros temas históricos tornaram-se mais uniformes entre os artistas nórdicos e italianos. Os pintores do Renascimento nórdico, no entanto, tiveram o papel principal na criação de novas matérias, tais como pintura de paisagem e de gênero.
Quando os estilos de arte renascentista chegaram à Europa setentrional, eles mudaram e foram adaptados às circunstâncias locais. Na Inglaterra e norte dos Países Baixos a Reforma Protestante gerou a pintura religiosa quase que completamente do início ao fim. Apesar de várias artistas muito talentosos mantidos pela Casa de Tudor, na Inglaterra, o retrato pictórico teve lenta propagação na elite. Na França, a Escola de Fontainebleau, foi iniciada por italianos, tais como Rosso Fiorentino no estilo maneirista tardio, mas conseguiu criar um estilo nacional duradouro. No final do século XVI, artistas como Karel van Mander e Hendrik Goltzius abriram uma academia de pintura em Haarlem, resultando em uma breve, porém intensa fase do Maneirismo nórdico, que também espalhou-se por Flandres.

## Era dos Descobrimentos
Talvez o mais importante desenvolvimento tecnológico do Renascimento foi a invenção da caravela, a primeira verdadeiramente embarcação oceânica. Esta combinação de tecnologias da construção naval europeia e árabe tornou viável, pela primeira vez, o comércio e as viagens ao longo do Atlântico. Embora inicialmente introduzidas pelos Estados italianos, e sendo os primeiros capitães, como Cristóvão Colombo e Giovanni Caboto, italianos, acabaria por trazer desenvolvimento ao norte da Itália, tornado-se este a encruzilhada da Europa, transferindo riquezas e poder ao oeste, como Espanha, Portugal, França, e Inglaterra. Estes Estados começaram a realizar trocas comerciais com a África e Ásia, e nas Américas iniciaram atividades colonizadoras. Este período de exploração e expansão tornou-se conhecido como a Era dos Descobrimentos. Posteriormente, o poder europeu, e também os ideais e a arte renascentista, espalharam-se ao redor do globo.